# Lingyuan
Lingyuan (en chino, 凌源; pinyin, Língyuán) es un municipio  bajo la administración directa de la Prefectura Chaoyang en la Provincia de Liaoning, República Popular China.  Su área es de 328 km² y su población total para 2010 superó los 570 mil habitantes. 

## Administración
El municipio de Lingyuan se divide en 27 pueblos que se administran en 5 subdistritos, 16 poblados, 5 villas y 1 villa étnica.

## Clima
Lingyuan se encuentra en la zona climática monzónica continental templada de latitud media, con largos períodos secos y fríos con fuertes vientos en primavera y otoño. El territorio está dominado por montañas bajas y colinas. El terreno complejo y la distribución del relieve hacen que la distribución de los recursos climáticos en Lingyuan sea compleja y diversa; existen ciertas diferencias climáticas de sur a norte. El norte es más cálido pero llueve más al sur. La primavera es seca, el verano es cálido y lluvioso, el otoño es soleado y ventoso y el invierno es frío y seco.
La temperatura media anual en Lingyuan es de 8,7 °C, julio es el mes más cálido con una temperatura media de 24,0 °C y el período más frío se produce en enero con una temperatura media de -9,5 °C. La temperatura media más alta durante el año es 18.0 °C y la temperatura mínima promedio del año es 2.8 °C (la temperatura extrema más alta ocurrió el 14 de julio de 2000 con 43.3 °C, y la temperatura mínima extrema ocurrió el 15 de enero de 2001 con -27.9 °C) el período libre de heladas es de 130-160 días. Las horas de sol anuales son 2748,1 horas.
| Parámetros climáticos promedio de Lingyuan (1981−2010) | Parámetros climáticos promedio de Lingyuan (1981−2010) | Parámetros climáticos promedio de Lingyuan (1981−2010) | Parámetros climáticos promedio de Lingyuan (1981−2010) | Parámetros climáticos promedio de Lingyuan (1981−2010) | Parámetros climáticos promedio de Lingyuan (1981−2010) | Parámetros climáticos promedio de Lingyuan (1981−2010) | Parámetros climáticos promedio de Lingyuan (1981−2010) | Parámetros climáticos promedio de Lingyuan (1981−2010) | Parámetros climáticos promedio de Lingyuan (1981−2010) | Parámetros climáticos promedio de Lingyuan (1981−2010) | Parámetros climáticos promedio de Lingyuan (1981−2010) | Parámetros climáticos promedio de Lingyuan (1981−2010) | Parámetros climáticos promedio de Lingyuan (1981−2010) |
| Mes                                                    | Ene.                                                   | Feb.                                                   | Mar.                                                   | Abr.                                                   | May.                                                   | Jun.                                                   | Jul.                                                   | Ago.                                                   | Sep.                                                   | Oct.                                                   | Nov.                                                   | Dic.                                                   | Anual                                                  |
| ------------------------------------------------------ | ------------------------------------------------------ | ------------------------------------------------------ | ------------------------------------------------------ | ------------------------------------------------------ | ------------------------------------------------------ | ------------------------------------------------------ | ------------------------------------------------------ | ------------------------------------------------------ | ------------------------------------------------------ | ------------------------------------------------------ | ------------------------------------------------------ | ------------------------------------------------------ | ------------------------------------------------------ |
| Temp. máx. abs. (°C)                                   | 12.3                                                   | 19.5                                                   | 27.0                                                   | 33.5                                                   | 39.0                                                   | 39.0                                                   | 43.3                                                   | 39.5                                                   | 35.2                                                   | 30.5                                                   | 21.6                                                   | 17.3                                                   | '                                                      |
| Temp. máx. media (°C)                                  | -2.0                                                   | 2.2                                                    | 8.9                                                    | 18.1                                                   | 24.5                                                   | 28.3                                                   | 29.6                                                   | 28.6                                                   | 24.3                                                   | 17.0                                                   | 6.9                                                    | 0.1                                                    | 15.5                                                   |
| Temp. media (°C)                                       | -9.9                                                   | -5.5                                                   | 1.8                                                    | 11.2                                                   | 17.8                                                   | 22.0                                                   | 24.1                                                   | 22.6                                                   | 17.1                                                   | 9.5                                                    | -0.3                                                   | -7.3                                                   | 8.6                                                    |
| Temp. mín. media (°C)                                  | -16.4                                                  | -12.2                                                  | -4.9                                                   | 4.1                                                    | 10.8                                                   | 16.0                                                   | 19.0                                                   | 17.2                                                   | 10.5                                                   | 2.8                                                    | -6.2                                                   | -13.3                                                  | 2.3                                                    |
| Temp. mín. abs. (°C)                                   | -29.5                                                  | -25.2                                                  | -22.1                                                  | -8.4                                                   | 0.0                                                    | 5.4                                                    | 11.3                                                   | 6.8                                                    | -0.5                                                   | -10.0                                                  | -22.4                                                  | -27.9                                                  | '                                                      |
| Precipitación total (mm)                               | 1.5                                                    | 1.8                                                    | 7.7                                                    | 24.5                                                   | 42.6                                                   | 89.3                                                   | 124.2                                                  | 89.0                                                   | 41.2                                                   | 20.5                                                   | 6.6                                                    | 2.0                                                    | 450.9                                                  |
| Humedad relativa (%)                                   | 48                                                     | 41                                                     | 38                                                     | 39                                                     | 45                                                     | 59                                                     | 72                                                     | 73                                                     | 63                                                     | 54                                                     | 52                                                     | 50                                                     | 52.8                                                   |
| Fuente: China Meteorological Data Service Center       |                                                        |                                                        |                                                        |                                                        |                                                        |                                                        |                                                        |                                                        |                                                        |                                                        |                                                        |                                                        |                                                        |